# 維姆·科克
威廉·“維姆”·科克（荷蘭語：Willem (Wim) Kok，發音：[ˈʋɪm ˈkɔk] ⓘ；1938年9月29日—2018年10月20日），前荷蘭工黨政治家。他在1994年8月22日至2002年7月22日期間擔任荷蘭首相一職。
科克自1986年起投入政界，最初從眾議院議員起家，隨後在工黨領袖、眾議院黨團領袖約普·登·厄伊爾卸任後，被選中接替其職。1989年，隨著基督教民主呼籲和工黨組閣上任，科克結束眾議院議員身分，加入盧柏斯第三任內閣擔任財政大臣和副首相兩項要職。1994年荷蘭大選後，科克成為荷蘭首相，領導由科克的工黨、自由民主人民黨以及民主66三黨所組成的科克第一任和第二任內閣，亦即所謂的「紫色政府」。
在第二任內閣期間，科克備受同代的其他歐洲各國領袖敬重；因此，從首相職位卸任後，他淡出政壇，轉戰歐盟相關的遊說任務。他是馬德里俱樂部的現任主席，透過該組織和歐洲各國的卸任國家元首和行政首長合作，共同致力於提升民主素質和全球共同體的改革。
2003年4月11日，科克獲授荷蘭國家公使榮譽。

## 榮譽與獎項

### 榮譽勳銜
- 奧蘭治-拿騷勳章騎士大十字勳位（2002年12月10日，荷蘭）
- 三星勳章（英语：Order of the Three Stars）大軍官勳位（2004年11月，拉脫維亞）

### 榮譽稱謂
- 荷蘭國家公使（英语：Minister of State (Netherlands)）（2003年4月11日至今，荷蘭）

### 榮譽學位
- 奈耶諾德大學榮譽博士（2003年9月2日，荷蘭）
- 明斯特大學哲學榮譽博士（2003年12月10日，德國）

## 外部連結
- 維姆·科克 （页面存档备份，存于）（眾議院網站）（荷兰文）
- 維姆·科克（總務部網站）（荷兰文） （英文版網頁）
- 維姆·科克，馬德里俱樂部（英文）